# Ceratophaga lichmodes
Ceratophaga lichmodes är en fjärilsart som beskrevs av Edward Meyrick 1921. Ceratophaga lichmodes ingår i släktet Ceratophaga och familjen äkta malar.
Artens utbredningsområde är Zimbabwe. Inga underarter finns listade i Catalogue of Life.